# Доннле
Доннле́ (фр. Donnelay) — коммуна на северо-востоке Франции, регион Гранд-Эст (бывший Эльзас — Шампань — Арденны — Лотарингия), департамент Мозель. Относится к кантону Вик-сюр-Сей.

## Географическое положение
Доннле расположен в 55 км к юго-востоку от Меца. Соседние коммуны: Бланш-Эглиз, Гебланж-ле-Дьёз на севере, Желюкур на северо-востоке, Бурдонне на юго-востоке, Оммере на юге, Ле на юго-западе, Лезе на западе.
Коммуна расположена на юге департамента Мозель в естественно-историческом регионе Сольнуа и входит в Региональный природный парк Лотарингии.

## История
- В VIII веке деревня принадлежала аббатству Висамбур.
- Позже поселение стало феодом епископата Меца, а в 1461 году перешло в коллегию Фенетранжа. Сюда в 1565—1661 годы бежали противники Реформации.
- 28 февраля 1661 года по Венскому договору между герцогом Лотарингии Карлом IV и французским королём Людовиком XIV часть Лотарингии отошла Франции. Доннле, таким образом, стал французским и вошёл в бальяж Сарбур.
- В 1871 году Доннле по франкфуртскому договору отошёл к Германской империи и получил германизированное название Dunningen. В 1918 году после поражения Германии в Первой мировой войне вновь вошёл в состав Франции в департамент Мозель.
- Во время Второй мировой войны нацистская Германия оккупировала коммуну, которая в 1941—1944 годы называлась Karpfendorf.

## Демография
По переписи 2008 года в коммуне проживало 200 человек.	

## Достопримечательности
- Следы галло-романской культуры.
- Церковь 1757 года.